# NRK3
NRK3 est une chaîne de télévision publique norvégienne appartenant au groupe NRK. Cette chaîne ciblant les jeunes et les jeunes adultes voit le jour au moment du lancement de la télévision numérique terrestre, en 2007. 
NRK3 est diffusée sur le réseau hertzien et par satellite (bouquets Viasat et Canal Digital). Certaines de ses émissions peuvent être captées en télévision de rattrapage sur Internet.

## Historique
Après l'échec initial de NRK2, le groupe public norvégien ne renonce pas pour autant à développer des chaînes thématiques à destination de la jeunesse. 
L'introduction de la télévision numérique terrestre favorise le lancement de NRK3, lancée le 3 septembre 2007 à 19 heures 30. La nouvelle chaîne émet quotidiennement, en début de soirée, après la fin des émissions de NRK Super, avec qui elle partage un même canal.
Depuis le 9 février 2011, NRK3 est disponible en haute définition (HD).

### Identité visuelle (logo)

Logo de NRK3 de septembre 2007 à 2011
Logo de NRK3 depuis octobre 2011

## Programmes

### Séries
Sa programmation est composée de séries européennes (notamment britanniques) et américaines telles que Sugar Rush, Heroes, New York 911, True Blood ou Top Gear, sans exclure les productions norvégiennes et scandinaves telles que Topp 20 , Det beste fra Åpen Post ou Skam.

### Émissions
La chaîne reprend également le soap-opera australien Les Voisins (Neighbours). La nuit, elle diffuse un programme interactif baptisé Svisj, auparavant sur NRK2, qui permet aux téléspectateurs de choisir des vidéoclips par SMS.